# Lista över medverkande i Sing along
Detta är en lista över dem som har medverkat i TV3:s underhållningsprogram Sing along.

## Första säsongen (Hösten2006)
1. Dan Ekborg & Pia Johansson mot Babben Larsson & David Bexelius
2. Johan Wahlström & Josefin Crafoord mot Anne-Lie Rydé & Olle Sarri
3. Dogge Doggelito & Sandra Dahlberg mot Arja Saijonmaa & Henrik Dorsin
4. Andreas Lundstedt & Magdalena In de Betou mot Tess Merkel & Morgan Alling
5. Sahlene & Kristoffer Appelquist mot Gladys del Pilar & Thomas Järvheden
6. Johannes Brost & Per Fritzell mot Vanna Rosenberg & Jan Åström
7. Reuben Sallmander & Maria Möller mot Thomas Pettersson & Annika Ljungberg
8. Kikki Danielsson & Peter Wahlbeck mot Linda Bengtzing & Fredde Granberg
9. Ewa Fröling & Tilde Fröling mot Sofia Bach & Magnus Bäcklund
10. Mi Ridell & Hasse Brontén mot Ola Forssmed & Tina Leijonberg
11. Anna Book & Morgan Alling mot Anders Johansson & Måns Nilsson
12. Adde Malmberg & Sofia Bach mot Dan Ekborg & Pia Johansson

## Andra säsongen (Våren2007)
1. Vanna Rosenberg & Dan Ekborg mot Lena Frisk & Lasse Brandeby
2. Hanna Hedlund & Chris Lindh mot Linus Wahlgren & Kim Sulocki
3. Sanna Ekman & Viktor Åkerblom Nilsson mot Richard Herrey & Jan Bylund
4. Thomas Järvheden & Pontus Enhörning mot Caroline af Ugglas & Fredde Granberg
5. Jenny Silver & Tommy Körberg mot Per Andersson & Siw Malmkvist
6. Carina Lidbom & Annika Andersson mot Özz Nûjen & Jakob Öqvist
7. Josefine Sundström & Peter Wahlbeck mot Peter Harryson & Pia Johansson
8. Karl Dyall & Anna Sahlin mot Jan Johansen & Malena Laszlo
9. Viktoria Tolstoy & Morgan Alling mot Sofia Bach & Chris Lindh
10. Charlott Strandberg & Gunilla Backman mot Christopher Wollter & Petra Nielsen
11. Tony Irving & Jan Åström mot Dermot Clemenger & Anki Albertsson
12. Katrin Sundberg & Tobbe Blom mot Ann Westin & Wille Crafoord
13. David Batra & Anna Sahlin mot Hanna Norman & Josefin Crafoord
14. Rafael Edholm & Hanna Hedlund mot Lina Hedlund & Sharon Dyall

## Tredje säsongen (Hösten2007)
1. E-Type & Jessica Andersson mot LaGaylia Frazier & Anders Berglund
2. Nisti Stêrk & Lasse Holm mot Brolle Jr. & Lena Frisk
3. Tommy Körberg & Pernilla Andersson mot Özz Nûjen & Jenny Pettersson
4. Kikki Danielsson & Fredrik Lycke mot Andrés Esteche & Ann-Louise Hanson
5. Andreas Lundstedt & Petra Mede mot Thomas Pettersson & Linda Bengtzing
6. Kim Sulocki & Ola Forssmed mot Kim Anderzon & Tintin Anderzon
7. Lasse Brandeby & Anna Book mot Viktoria Tolstoy & Christer Björkman
8. Grynet Molvig & Christian Lundqvist mot Wenche Myhre & Ralf Gyllenhammar
9. Tobbe Blom & Gabriel Forss mot Hanna Lindblad & Rennie Mirro
10. Ebbe Nilsson & Sten Nilsson mot Lina Hedlund & Hanna Hedlund
11. Anders Ekborg & Maria Möller mot Reuben Sallmander & Sharon Dyall
12. Bosse Parnevik & Anki Albertsson mot Magnus Carlsson & Lill-Babs

## Fjärde säsongen (Våren2008)
1. Maria Möller & Shirley Clamp mot Christer Björkman & Anne-Lie Rydé
2. Alcazar (Lina Hedlund, Andreas Lundstedt & Tess Merkel) mot E.M.D. (Erik Segerstedt, Mattias Andréasson & Danny Saucedo)
3. Marie Picasso & Richard Herrey mot Alexander Lycke & Fredrik Lycke
4. Roger Pontare & Brolle Jr. mot Fredrik Kempe & Frida Muranius
5. Carin da Silva & Dogge Doggelito mot Peter Johansson & Anna Sahlin
6. Lotta Engberg & Governor Andy mot Viktoria Tolstoy & Pablo Cepeda
7. Malin Berghagen & Jakob Stadell mot Thomas Järvheden & Jenny Pettersson
8. Sven Melander & Kitty Jutbring mot Doreen Månsson & Ralf Gyllenhammar
9. Anders Ekborg & Charlotte Strandberg mot Niklas Andersson & Jessica Andersson

## Femte säsongen (Hösten2008)
1. Lill-Babs & Malin Berghagen mot Pernilla Wahlgren & Benjamin Wahlgren Ingrosso
2. Morgan Alling & Sara Lumholdt mot Jonas Gardell & Thérèse Andersson
3. Nana Hedin & Claes af Geijerstam mot Martin Stenmarck & Henrik Hjelt
4. Linda Bengtzing & Tobbe Trollkarl mot Sandra Dahlberg & Alex Schulman
5. Fredrik Swahn & Christopher Wollter mot Anna Mannheimer & Peter Apelgren
6. Hanna Hedlund & Ola Forssmed mot Marie Picasso & Andreas Nilsson
7. Roger Pontare & Amy Diamond mot Ayesha Quraishi & Erik Segerstedt
8. Anna Sahlin & Christer Sandelin mot Katrin Sundberg & Magnus Bäcklund
9. Tina Ahlin & Wille Crafoord mot Pia Johansson & Dan Ekborg
10. Regina Lund & Agneta Sjödin mot Sibel & Rafael Edholm
11. Nina Söderquist & Peter Johansson mot Mi Ridell & Per Andersson
12. Tommy Körberg & Henrik Dorsin mot Christer Björkman & Magnus Carlsson

## Sjätte säsongen (Våren2012)
1. Rennie Mirro & Karl Dyall mot Annika Lantz & Nicke Borg
2. Christer Sandelin & Wille Crafoord mot Linda Pritchard & Håkan Hemlin
3. Peter Wahlbeck & Rickard Olsson mot Sara Sommerfeld & Anders Ekborg
4. Per Andersson & Katrin Sundberg mot Tina Ahlin & LaGaylia Frazier
5. Sharon Dyall & Per Fritzell mot Tommy Nilsson & Nina Söderquist
6. Lill-Babs & Albin Flinkas mot Patrik Isaksson & Britta Bergström
7. Hanna Hedlund & Dermot Clemenger mot Ann Westin & Thomas Järvheden
8. Vera Prada & Jenny Petersson mot Tobbe Trollkarl & Morgan Johansson
9. Pernilla Wahlgren & Frida Modén Treichl mot Pia Johansson & Ola Forssmed
10. Sandra Dahlberg & Fredrick Federley mot Henrik Hjelt & Anna Sahlene
11. Carin da Silva & Christian Hillborg mot Dogge Doggelito & Thèrése Andersson
12. Lina Hedlund & Kicken mot Sara Varga & Lars Hägglund